# Irauçuba
Irauçuba là một đô thị thuộc bang Ceará, Brasil. Đô thị này có diện tích 1461,223 km², dân số năm 2007 là 21787 người, mật độ 14,91 người/km².